# Sarcogyne privigna
Sarcogyne privigna är en lavart som först beskrevs av Erik Acharius, och fick sitt nu gällande namn av Abramo Bartolommeo Massalongo. Sarcogyne privigna ingår i släktet Sarcogyne, och familjen Acarosporaceae. Arten är reproducerande i Sverige.